# Scriptania petrowskyi
Scriptania petrowskyi là một loài bướm đêm trong họ Noctuidae.